# 전북특별자치도의 시내버스
전북특별자치도의 시내버스는 전북특별자치도를 주관으로 담당하는 시내버스로 총 180개의 시내버스와 시외버스 업체로 구성되어 있다.
전주,완주,남원만 자체도색을 사용하고 나머지는 공용도색이다. 
특히 전주,완주,익산,군산은 디젤하고 천연가스랑 섞여서 운행하며,
좌석은 익산,부안만 운행한다.

## 권역
- 전주시 - 전주시의 시내버스
- 익산시 - 익산시의 시내버스
- 군산시 - 군산시의 시내버스
- 김제시 - 김제시의 시내버스
- 정읍시 - 정읍시의 시내버스
- 남원시 - 남원시의 시내버스

같이 보기
- 고창군 - 고창군의 농어촌버스
- 무주군, 진안군, 장수군 - 무주·진안·장수군의 농어촌버스
- 부안군 - 부안군의 농어촌버스
- 완주군 - 완주군의 농어촌버스
- 임실군, 순창군 - 임실·순창군의 농어촌버스